# Fayuan Zhulin
Fayuan Zhulin (in cinese: 法苑珠林, pinyin : Fǎyuàn Zhūlín; "Foresta delle Gemme nel Giardino del  Dharma"), in 100 juan (卷 "volume", "fascicolo"), è un'antica enciclopedia Buddista compilata nel 668 AC da Dao Shi (道世). Comprende testi Buddisti e altri testi altrimenti perduti ed è un'importante sorgente di conoscenza antica riguardo a molti ambiti. Fu usata durante la dinastia Ming per ricostruire le antiche collezioni zhiguai.